# Aššurbanipalova knihovna
Aššurbanipalova knihovna byla vyhlášená starověká knihovna v Ninive, jednom z hlavních měst Asýrie. Byla založena novoasyrským králem Aššurbanipalem někdy kolem poloviny 7. století př. Kr. Po Aššurbanipalovi vládli již jen 4 králové, poté byla Asýrie zničena Babylóňany a Médy.
Aššurbanipal je známý jako jediný asyrský král, který o sobě (ve svých nápisech) tvrdí, že umí číst i psát. Prezentoval se svým vzděláním, pravděpodobně z toho důvodu inicioval vznik knihovny. Ta obsahovala nejrůznější texty: eposy, mýty, kultovní texty, modlitby, zákony, lexikální i gramatické texty, díla věnující se lékařství, matematice, astronomii a další. Celkový počet tabulek, které se nacházely v knihovně, se podle zdrojů liší. Běžně se uvádí počet v rozmezí 25 tisíc až 30 tisíc tabulek. Celkový fond knihovny se pak odhaduje asi na 5 tisíc děl. Největší zastoupení tabulek je dnes uchováno v Britském muzeu.

## Vznik a umístění knihovny
Vznik knihovny inicioval král Aššurbanipal, který vysílal do všech koutů své říše písaře, aby opisovali staré knihy. Mnoho tabulek obsahuje větu Ze starého prvopisu opsáno a potom ověřeno, což ukazuje, že písaři museli pečlivě dbát na přesný přepis. Části některých textů obsahují slova jako nevím, zničeno či setřeno. Vznikaly také obsahy a výtahy z knih. Uchovávání tabulek je záhadou. Sir Austen Henry Layard, který vykopal Ninive, ve své zprávě píše pouze o dvou místnostech, ve kterých knihy byly. Je možné, že se sem tabulky propadly z hořejší místnosti zvané Lví pokoj. Některá díla obsahovala i přes sto tabulek.

## Označení a zkatalogizování tabulek

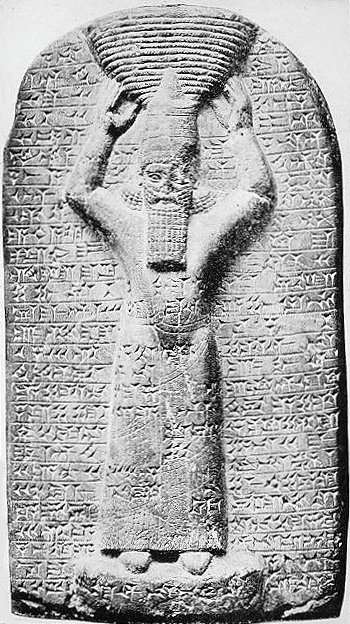
Hliněná klínopisná tabulka zobrazující novoasyrského krále Aššurbanipala jako velekněze.

Každá hliněná tabulka má své jméno a pořadové číslo. Slavný epos Enúma eliš se skládá ze sedmi tabulek, přičemž každá tabulka má nadpis Enúma eliš a pořadové číslo (1, 2, 3 ad.). Řádek, kterým např. první tabulka skončila, byl na začátku tabulky druhé, čímž byla určena správná návaznost textu. Větší tabulky obsahují jméno písaře a označení vlastníka ((Palác) Aššurbanipala, krále světa, krále Asýrie).
Co se týče katalogů, zachovaly se pouze zlomky. Celkový katalog, existoval-li, nebyl nalezen. Nalezené zlomky jsou dvojího druhu:
- Tabulkové katalogy – obsahují počáteční slova jednotlivých tabulek s počtem řádků
- Sériové katalogy – shrnují tituly různých sérií.[4][p 4]

## Forma tabulek a jazyk
Texty byly „písaři“ ryty (resp. obtiskovány) do hliněných tabulek písmem zvaným klínopis. Významné tabulky byly vypalovány, takže požár královského paláce tabulky paradoxně zachránil, i když se rozbily na více kusů. Nově vytvářené opisy byly ryty v asyrské formě akkadštiny.   Obvykle byl využit tzv. interlineární překlad, tedy vždy řádek textu v originále a pod ním řádek překladu.

## Slavná díla v Aššurbanipalově knihovně
V knihovně se našla některá známá díla, zejména pak epos o stvoření světa Enúma eliš a Epos o Gilgamešovi. Příběh o uruckém králi Gilgamešovi byl velice důležitý pro další rozvoj literatury. Obsahuje mnoho později použitých motivů (vznik světa, vznik člověka, potopa).

## Zánik knihovny
Knihovna zaniká spolu se zánikem Ninive roku 612 př. n. l., kdy bylo město napadeno Médy. V Aššurbanipalově paláci vznikl požár, ten ale fond knihovny nezničil, naopak přispěl ke zpevnění tabulek. Oheň tabulky zakonzervoval. Knihovna, která se nacházela v tzv. Lvím pokoji, se propadla a police shořely. V důsledku pádu se mnoho tabulek rozbilo.